# روبي سيمز
روبي سيمز (بالإنجليزية: Robbie Sims)‏ مواليد 23 يونيو 1959 في ماساتشوست، الولايات المتحدة، هو ملاكم محترف أمريكي يصنف ضمن فئة الوزن المتوسط.

## المسيرة الاحترافية
من نزالاته:
- خسر أمام نايجل بن بالضربة القاضية (1991/04/03).
- خسر أمام سومبو كالامبي (1988/06/12).
- انتصر على روبرتو دوران (1986/06/23).

## إحصائيات
خاض خلال مسيرته 50 نزالا، فاز في 38 وتعادل في 2 وخسر في 10. فاز بالضربة القاضية في 26 نزالا.

## روابط خارجية
- روبي سيمز على موقع بوكس ريك (الإنجليزية) (registration required)